# Чемпіонат УРСР з волейболу серед чоловіків
Чемпіонат УРСР з волейболу серед чоловічих команд — щорічний турнір з волейболу, який проводився під егідою Федерації волейболу УРСР . Чемпіонат УРСР засновано 1928 року.

## Історія
Історія волейболу в Україні бере свій старт у 1925 році в Харкові. Перші волейбольні команди були організовані при Всеукраїнських курсах фізкультури та в Інституті народної освіти. Прем'єрні товариські міжміські зустрічі як серед чоловічих, так і серед жіночих команд було зіграно у квітні 1926 року:
В прошлом году в Москве начали играть в новую для СССР игру волейбол. Вскоре этой игрой заинтересовались и харьковцы. Впервые начали играть в волейбол на Всеукраинских курсах физкультуры и в институте народного образования. Вслед за тем с'организовались команды при коллективе инструкторов и в клубах Южных и Донецких дор. В апреле состоялись первые организованные матчи в волейбол между командами Всеукраинских курсов и клубом им. Октябрьской Революции при ст. Основа Донецких дорог. Матчи закончились победой первых мужской и женской команд курсов над соответствующими командами Донецких дорог, зато 2 команда Донцов выиграла у 2-х курсов. («Вестник физической культуры», #5, 05.1926 г., с. 23)
У 1928 році проведено прем'єрну першість УСРР з волейболу серед чоловіків:
Волейбол. Первенства по этому виду спорта разыгрывались на Украине впервые, и этот розыгрыш является поворотным пунктом чрезвычайной важности для дальнейшего культивирования волейбола. Как на определенный минус этого розыгрыша, следует указать на отсутствие соревнований по волейболу среди женских команд. В первенствах по волейболу приняло участие 19 округов Украины. («Вестник физической культуры», #8, 08.1928 г., с. 13-14)

## Призери чемпіонатів УРСР
| Сезон       | Чемпіон                         | 2-е місце                    | 3-е місце                       |
| ----------- | ------------------------------- | ---------------------------- | ------------------------------- |
| 1928        | Зб.Харків                       | Зб.Дніпропетровськ           | Зб.Київ                         |
| 1929        |                                 |                              |                                 |
| 1930        |                                 |                              |                                 |
| 1931        | Зб.Дніпропетровськ              | Зб.Харків                    | Зб.Київ                         |
| 1932        | Зб.Харків                       | Зб.Київ                      | Зб.Дніпропетровськ              |
| 1933        | Зб.Харків                       | Зб.Дніпропетровськ           | Зб.Київ                         |
| 1934        | Зб.Харків                       | Зб.Дніпропетровськ           | Зб.Київ                         |
| 1935        | Зб.Харків                       | Зб.Дніпропетровськ           | Зб.Київ                         |
| 1936        | Зб.Дніпропетровськ              | Зб.Харків                    | Зб.Київ                         |
| 1937        | ДІФК (Харків)                   | ІХП (Київ)                   |                                 |
| 1938        | «Здоров'я»-«Буревісник»(Харків) | «Харчовик»(Київ)             | ДГІ(Дніпропетровськ)            |
| 1939        | «Здоров'я»-«Буревісник»(Харків) | «Харчовик»(Київ)             |                                 |
| 1940(зима)  | «Здоров'я»-«Буревісник»(Харків) | «Харчовик»(Київ)             | «Наука»(Дніпропетровськ)        |
| 1940(літо)  | «Спартак»(Київ)                 |                              |                                 |
| 1945        | «Локомотив»(Харків)             | СКА(Київ)                    |                                 |
| 1946        | «Наука»-«Буревісник»(Харків)    | «Локомотив»(Харків)          | СКІФ - «Буревісник»(Київ)       |
| 1947        | «Наука»-«Буревісник»(Харків)    | «Локомотив»(Львів)           | «Спартак»(Київ)                 |
| 1948        | «Наука»-«Буревісник»(Харків)    | «Спартак»(Київ)              | «Медик»-МВК«Одеса»              |
| 1949        | «Наука»-«Буревісник»(Харків)    | «Спартак»(Київ)              | «Наука»(Дніпропетровськ)        |
| 1950        | «Спартак»(Київ)                 | «Наука»-«Буревісник»(Харків) | «Наука»(Дніпропетровськ)        |
| 1951        | «Наука»-«Буревісник»(Харків)    | «Спартак»(Київ)              | «Наука»-МВК«Одеса»              |
| 1952        | «Спартак»(Київ)                 | «Наука»-«Буревісник»(Харків) | «Наука»-«Буревісник»(Київ)      |
| 1953        | «Спартак»(Київ)                 | «Наука»-МВК«Одеса»           | «Наука»-«Буревісник»(Харків)    |
| 1954        | «Спартак»(Київ)                 | «Наука»-МВК«Одеса»           | «Наука»-«Буревісник»(Харків)    |
| 1955(весна) | «Буревісник»-МВК«Одеса»         | «Спартак»(Київ)              | «Наука»(Дніпропетровськ)        |
| 1955(зима)  | «Буревісник»-МВК«Одеса»         | «Наука»(Дніпропетровськ)     | «Спартак»(Київ)                 |
| 1956        | «Буревісник»(Харків)            | «Буревісник»-МВК«Одеса»      | «Спартак»(Київ)                 |
| 1957(літо)  | «Буревісник»-МВК«Одеса»         | «Спартак»(Київ)              | «Буревісник»(Харків)            |
| 1957(зима)  | «Буревісник»-МВК«Одеса»         | «Буревісник»(Харків)         | «Спартак»(Київ)                 |
| 1958(зима)  | «Буревісник»(Харків)            | «Буревісник»-МВК«Одеса»      | «Спартак»(Київ)                 |
| 1958(літо)  | «Буревісник»(Харків)            | «Буревісник»-МВК«Одеса»      | «Спартак»(Київ)                 |
| 1959(зима)  | «Буревісник»(Харків)            | «Буревісник»-МВК«Одеса»      |                                 |
| 1959(літо)  | «Буревісник»(Харків)            | «Буревісник»-МВК«Одеса»      |                                 |
| 1960(зима)  | СКА (Київ)                      | СКА (Одеса)                  | СКІФ (Львів)                    |
| 1960(осінь) | «Буревісник»(Харків)            | «Буревісник»-МВК«Одеса»      | «Локомотив»(Київ)               |
| 1961        | «Буревісник»(Харків)            | «Буревісник»-МВК«Одеса»      | «Локомотив»(Київ)               |
| 1962        | «Буревісник»-МВК«Одеса»         | «Буревісник»(Харків)         | «Локомотив»(Київ)               |
| 1963        | «Локомотив»(Київ)               | СКА(Одеса)                   | СКІФ(Львів)                     |
| 1964        | «Буревісник»-МВК«Одеса»         |                              |                                 |
| 1965        | «Локомотив»(Київ)               | «Буревісник»(Харків)         | «Буревісник»-МВК«Одеса»         |
| 1966        | «Буревісник»(Харків)            | «Локомотив»(Київ)            | «Буревісник»-МВК«Одеса»         |
| 1967        | ДБК(Харків)                     | «Локомотив»(Київ)            | «Зірка»(Луганськ)               |
| 1968        | «Буревісник»(Харків)            | «Локомотив»(Київ)            | «Буревісник»-МВК«Одеса»         |
| 1969        | «Автомобіліст»(Дніпропетровськ) | «Авангард»(Донецьк)          | СКА(Вінниця)                    |
| 1970        | «Локомотив»(Київ)               | «Буревісник»(Харків)         | «Зірка»(Луганськ)               |
| 1971        | «Локомотив»(Київ)               | «Зірка»(Луганськ)            | «Буревісник»(Харків)            |
| 1972        | «Спартак»(Бердянськ)            | «Зірка»(Луганськ)            | «ОдТІЛ»-МВК«Одеса»              |
| 1973        | «Локомотив»(Харьков)            | «ОдТІЛ»-МВК«Одеса»           | «Зірка»(Луганськ)               |
| 1974        | «Авангард»(Донецьк)             | «Локомотив»(Харків)          | «Зірка»(Луганськ)               |
| 1975        | «Локомотив»(Київ)               | «ОдТІЛ»-МВК«Одеса»           | «Зірка»(Луганськ)               |
| 1976        | «Локомотив»(Харків)             | «ОдТІЛ»-МВК«Одеса»           | «Локомотив»(Київ)               |
| 1977        | «Локомотив»(Харків)             | «Зірка»(Луганськ)            | «Автомобіліст»(Дніпропетровськ) |
| 1978        | «Локомотив»(Київ)               | «Зірка»(Луганськ)            | «Локомотив»(Харків)             |
| 1979        | «Локомотив»(Харків)             | «Політехнік»-МВК«Одеса»      | «Локомотив»(Київ)               |
| 1980        | «Локомотив»(Київ)               | «Політехнік»-МВК«Одеса»      | «Зірка»(Луганськ)               |
| 1981        | «Локомотив»(Харків)             | «Локомотив»(Київ)            | «Політехнік»-МВК«Одеса»         |
| 1982        | «Локомотив»(Харків)             | «Політехнік»-МВК«Одеса»      | «Локомотив»(Київ)               |
| 1983        | «Локомотив»(Київ)               | «Локомотив»(Харків)          | «Шахтар»(Донецьк)               |
| 1984        | «Локомотив»(Харків)             | «Політехнік»-МВК«Одеса»      | «Локомотив»(Київ)               |
| 1985        | «Зірка»-«Динамо»(Луганськ)      | «Локомотив»(Харків)          | «Шахтар»(Донецьк)               |
| 1986        | «Локомотив»(Київ)               | «Зірка»-«Динамо»(Луганськ)   | «Шахтар»(Донецьк)               |
| 1987        | «Локомотив»(Київ)               | «Локомотив»(Харків)          | «Зірка»-«Динамо»(Луганськ)      |
| 1988        | «Локомотив»(Київ)               | «Локомотив»(Харків)          | «Шахтар»(Донецьк)               |
| 1989        | «Локомотив»(Київ)               | «Шахтар»(Донецьк)            | «Локомотив»(Харків)             |
| 1990        | «Шахтар»(Донецьк)               | «Політехнік»-МВК«Одеса»      | «Локомотив»(Київ)               |
| 1991        | «Зірка»-«Динамо»(Луганськ)      | «Шахтар»(Донецьк)            | «Азот»(Черкаси)                 |